# Chơn Thành (phường)
Chơn Thành là một phường thuộc tỉnh Đồng Nai, Việt Nam.

## Địa lý
Phường Chơn Thành có vị trí địa lý:
- Phía đông và phía nam giáp Thành phố Hồ Chí Minh.
- Phía tây giáp phường Minh Hưng.
- Phía bắc giáp xã Nha Bích.

Phường Chơn Thành có diện tích 124,41 km², dân số năm 2025 là 41.500 người, mật độ dân số đạt 333 người/km².

## Lịch sử
Ngày 16 tháng 6 năm 2025, Ủy ban Thường vụ Quốc hội ban hành Nghị quyết số 1662/NQ-UBTVQH15 về việc sắp xếp các đơn vị hành chính cấp xã của tỉnh Đồng Nai năm 2025. Theo đó, sắp xếp toàn bộ diện tích tự nhiên, quy mô dân số của các phường Hưng Long, Thành Tâm và Minh Thành thành phường mới có tên gọi là phường Chơn Thành.
Sau khi sáp nhập, phường Chơn Thành có 124,41 km² diện tích tự nhiên và dân số 41.500 người.